# Mesofillo
Il mesofillo è l'insieme dei tessuti che compongono la foglia, esclusa l'epidermide.

Gli strati inferiori del mesofillo costituiscono il mesofillo lacunoso (o spugnoso). Si tratta di un ben sviluppato parenchima ricco di interfacce tra aria ed acqua, che permettono al biossido di carbonio (CO2) di diffondersi rapidamente dallo stoma a tutte le parti interne e che riflettono la luce (Light Scattering) allungandone fino a 4 volte il percorso entro la foglia.

Gli strati superiori del mesofillo (a contatto con l'epidermide superiore) sono detti a palizzata: cellule strette e lunghe con sottili spazi intercellulari tra loro, questo per quanto riguarda le foglie bifacciali.
Per le foglie centriche il mesofillo viene detto plicato poiché è omogeneo senza distinzione in tessuto a palizzata o lacunoso. Mentre le foglie unifacciali presentano solo pagina (epidermide) inferiore.